# Dalijat al-Karmil
Dalijat al-Karmil, (hebr.) דַלְיַת אֶל-כַּרְמֶל, (arab.) دَالِيَةِ ٱلْكَرْمِل; (ang.) Daliyat al-Karmel, Daliyat El Karmel – samorząd lokalny położony w dystrykcie Hajfa, w Izraelu. Największe druzyjskie miasto w Izraelu.
Położone jest na zboczach Góry Karmel, na wysokości 418 m n.p.m., na południowy wschód od Hajfy. W 2017 mieszkało tam 17 201 mieszkańców.
Jest to największe druzyjskie miasto w Izraelu, jednocześnie najdalej na południe położona miejscowość zasiedlona przez tę grupę etniczno-wyznaniową. Zostało założone w XVII wieku.
W mieście urodził się Ajjub Kara, minister, wieloletni parlamentarzysta z listy Likudu oraz Ghadir Marih – dziennikarka, posłanka do Knesetu z koalicyjnej listy Niebiesko-Biali.